# Poppo Babenberský
Poppo Babenberský (986? – 16. června 1047, Trevír) byl trevírským arcibiskupem.

## Život
Narodil se zřejmě roku 986 jako syn Leopolda I., markraběte rakouského a jeho manželky Richardis ze Sualafeldgau.
Studoval v Řeznu a roku 1007 jej císař Jindřich II. jmenoval prvním proboštem nové katedrály v Bamberku. Když roku 1015 zemřel trevírský arcibiskup Megingod, Jindřich Poppa jmenoval jeho nástupcem. Biskupské svěcení přijal z rukou Erkanbalda, arcibiskupa Mohuče. Roku 1016 jej v této funkci uznal papež Benedikt VIII.
Mezi roky 1028 a 1030 cestoval s mnichem Simeonem z Trevíru do Svaté země. Později Poppo Simeona pohřbil v Porta Nigra a byl svatořečen papežem Benediktem IX. Zemřel 16. června 1047 a pohřben byl v kostele svatého Simeona z Trevíru.